# میدلتون جنوبی
میدلتون جنوبی (به انگلیسی: South Middletown) یک منطقهٔ مسکونی در ایالات متحده آمریکا است که در شهرستان باتلر، اوهایو واقع شده‌است.

## خصوصیات
میدلتون جنوبی ۰٫۳ کیلومترمربع مساحت و ۲۶۴ نفر جمعیت دارد و ۱۹۴ متر بالاتر از سطح دریا واقع شده‌است.